# Jarosław Zalesiński
Jarosław Zalesiński (ur. 24 października 1959 w Gdańsku) – polski poeta, dziennikarz i działacz oświatowy.

## Życiorys
Absolwent Instytutu Filologii Polskiej Uniwersytetu Gdańskiego w 1984. Współzałożyciel w 1989 pierwszej w Gdańsku niepublicznej szkoły ponadpodstawowej: Gdańskiego Liceum Autonomicznego. Pracownik Krajowej Komisji Wykonawczej NSZZ „Solidarność” (od sierpnia 1989 do maja 1990). Dziennikarz: tygodnika „Młoda Polska” (1990-1991), „Tygodnika Gdańskiego” (1991-1992), gdańskiego Radia Plus (1992-1998), „Dziennika Bałtyckiego” (od 1998). Autor sześciu tomów poetyckich.
W latach 2018–2021 i od 2021 zasiada w Pomorskiej Radzie Kultury I kadencji oraz II kadencji.
2 stycznia 2019 został dyrektorem Wojewódzkiej i Miejskiej Biblioteki Publicznej w Gdańsku.

## Poezja
- Wiersze i zdania (Wydawnictwo Makmed, Gdańsk 1994)[9]
- Wiersze i ślady (Fronda, Gdańsk-Warszawa 1997)[10]
- Wiersze i okolice (Wydawnictwo Tytuł, Gdańsk 2004)[11]
- Wiersze poprzednie i ostatnie (Wydawnictwo Bernardinum, Pelplin 2009)[12]
- Wiersze ponowne (Wydawnictwo Tytuł, Gdańsk 2012)[13]
- Wiersze Ostateczne[14]
- Wiersze wersetów (Biblioteka "Toposu" t. 203, Sopot 2021)[15]

## Nagrody i nominacje
- Nagroda Wojewody Gdańskiego 1994 w kategorii debiut za tom Wiersze i zdania
- Wyróżnienie w Konkursie o Nagrodę Poetycką im. Kazimiery Iłłakowiczówny 1994 za tom Wiersze i zdania
- Wyróżnienie w I Konkursie im. ks. Józefa Baki 1997 za projekt tomu Wiersze i ślady
- Nagroda Gdańskiego Towarzystwa Przyjaciół Sztuki 2004 za tom Wiersze i okolice
- Nagroda Fundacji im. ks. Janusza St. Pasierba 2009 za tom Wiersze poprzednie i ostatnie
- Nagroda Gdańskiego Towarzystwa Przyjaciół Sztuki 2009 za tom Wiersze poprzednie i ostatnie
- nominacja do Śląskiego Wawrzynu Literackiego za 2012 za tom Wiersze ponowne[16]
- nominacja do Orfeusza - Nagrody Poetyckiej im. K.I. Gałczyńskiego 2013 za tom Wiersze ponowne[17]